# Don Juan DeMarco
Don Juan DeMarco es una película estadounidense de 1995, producida por Francis Ford Coppola y dirigida por Jeremy Leven. Protagonizada por Johnny Depp, Marlon Brando, Faye Dunaway en los papeles principales.
Galardonada con el premio ASCAP 1996 : a la canción más interpretada - Película, («Have You Ever Really Loved a Woman?»). A Bryan Adams, Robert Lange y Michael Kamen
El premio BMI Film & TV 1996 : a la canción más interpretada - Película, («Have You Ever Really Loved a Woman?»).
El premio ALFS 1996 : al actor del año (Johnny Depp). También por la película Ed Wood (1994)
La cantante mexicano-estadounidense de tex-mex, Selena, hace una pequeña aparición cantando en un restaurante.

## Trama
Un hombre joven, vistiendo una máscara y una capa, está parado en una valla y su intención parece ser el suicidio. Es rescatado por la policía y enviado a un consultorio psiquiátrico. De allí es puesto en manos del doctor Jack Mickler (Marlon Brando) un maduro psiquiatra en camino de pensionarse. El paciente le cuenta al doctor que él es realmente el gran amante Don Juan DeMarco, aquel que ha seducido a 1.500 mujeres, pero que ha caído en una depresión al no haber logrado conquistar a la mujer de sus sueños. El doctor Mickler tiene un plazo de 10 días para tratarlo. A medida que la historia avanza, Don Juan DeMarco le va contando su historia. Como es que fue criado en México y la razón por la cual usa una máscara. A lo largo de la película van apareciendo diversas pistas que hacen a Jack dudar si es la historia de Don Juan es verdad o son ideas delirantes. 

## Reparto
- Marlon Brando ...  Dr. Jack Mickler
- Johnny Depp ...  Don Juan De Marco
- Faye Dunaway ...  Marilyn Mickler
- Géraldine Pailhas ...  Doña Ana
- Bob Dishy ...  Dr. Paul Showalter
- Rachel Ticotin ...  Doña Inez
- Talisa Soto ...  Doña Julia
- Selena ... Cameo.

## Críticas
De pura densidad interpretativa, todo lo que figura a su alrededor queda atrapado por la particular fuerza de gravedad de Brando. Pese a estar secundado por unos muy inspirados Depp y Dunaway, todo lo que importa se llama Marlon.
Luis Martínez, El País

## Premios
- Candidatura para Bryan Adams, Michael Kamen y Robert Lange al Premio Oscar 1996, de la Academia en la categoría de "Mejor Música y Canción" (Best Music, Song), por la canción «Have You Ever Really Loved a Woman?»
- Candidatura para Michael Kamen al premio Globo de Oro 1996 en la categoría "Mejor Música Original de Película" (Best Original Score - Motion Picture).
- Candidatura para Bryan Adams, Michael Kamen y Robert Lange al premio Grammy 1996 en la categoría "Mejor canción escrita especialmente para cine o televisión (canción "Have You Ever Really Loved a Woman?"

- Datos: Q492132